# Wahlen zum Repräsentantenhaus der Vereinigten Staaten 1932
Die Wahlen zum Repräsentantenhaus der Vereinigten Staaten fanden am 8. November 1932 am Ende der Amtszeit des republikanischen Präsidenten Herbert Hoover statt. Parallel dazu fanden die Wahlen zur Präsidentschaft und die Wahlen zum Senat statt. Im Bundesstaat Maine wurde bereits am 12. September gewählt.
Beherrschendes Thema des Wahlkampfs war die schwere Wirtschaftskrise, die nach dem Börsenkrach vom 29. Oktober 1929 (dem Schwarzen Donnerstag) über das Land hereingebrochen war. 1932 hatte die Krise ihren Höhepunkt und die Arbeitslosigkeit einen Stand von annähernd 33 % erreicht. Dem amtierenden Präsidenten Hoover wurde vorgeworfen, nicht die richtigen Maßnahmen ergriffen zu haben, um der Krise wirksam zu begegnen, bzw. untätig zu sein und Hoovers Popularität war auf einem absoluten Tiefstand. Ein anderes, allerdings weniger bedeutendes Wahlkampfthema war die Prohibition, die nach Meinung der meisten Wähler den Alkoholkonsum nicht wirksam hatte unterbinden können, aber zur erheblichen Zunahme der organisierten Kriminalität und des Schmuggels geführt hatte.
Der Kandidat der Demokratischen Partei, Franklin D. Roosevelt, gewann mit seinem Versprechen eines New Deal die Präsidentschaftswahl in einem Erdrutschsieg gegen Herbert Hoover. Parallel dazu kam es auch bei den Wahlen zum Repräsentantenhaus zu starken Gewinnen der Demokraten auf Kosten der Republikaner. In 24 Bundesstaaten konnten die Demokraten insgesamt 97 Mandate hinzugewinnen, während die Republikaner 101 Mandate verloren und in keinem einzigen Staat ein Mandat hinzugewinnen konnten. In Minnesota konnte die Farmer-Labor Party fünf Mandate gewinnen. Das Wahlergebnis erlaubte es dem neugewählten Präsidenten Roosevelt, die Maßnahmen des New Deal mit einer sicheren Mehrheit durchzusetzen.

## Die Wahlergebnisse
| Parteien                                          | Parteien           | Sitze | Sitze | Sitze | Sitze   |
| ------------------------------------------------- | ------------------ | ----- | ----- | ----- | ------- |
| Parteien                                          | Parteien           | 1930  | 1932  | +/-   | %       |
|                                                   | Demokraten         | 216   | 313   | +97   | 71,9 %  |
|                                                   | Republikaner       | 218   | 117   | −101  | 26,8 %  |
|                                                   | Farmer-Labor Party | 1     | 5     | +4    | 1,1 %   |
| Gesamt                                            | Gesamt             | 435   | 435   | 0     | 100,0 % |
| Quelle: Election Statistics - Office of the Clerk |                    |       |       |       |         |